# أرفية

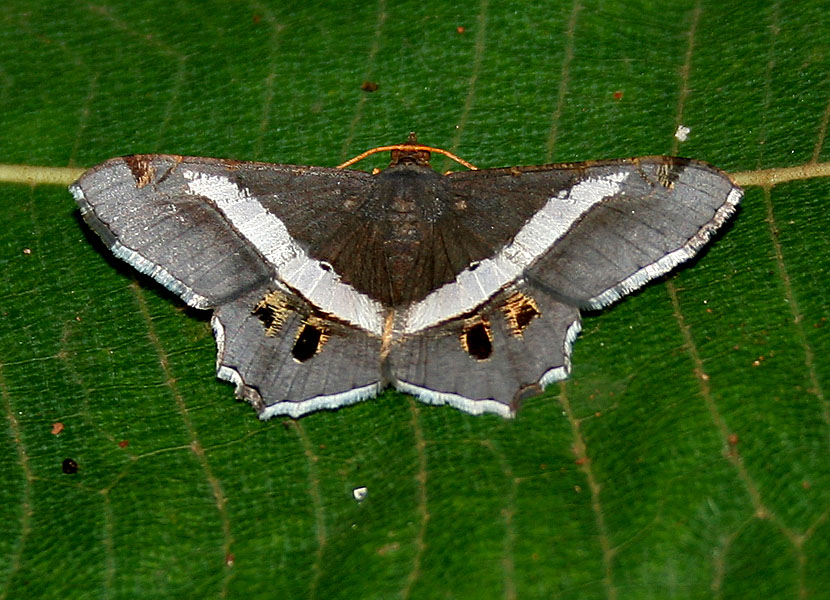
Chiasma species from Ennominae

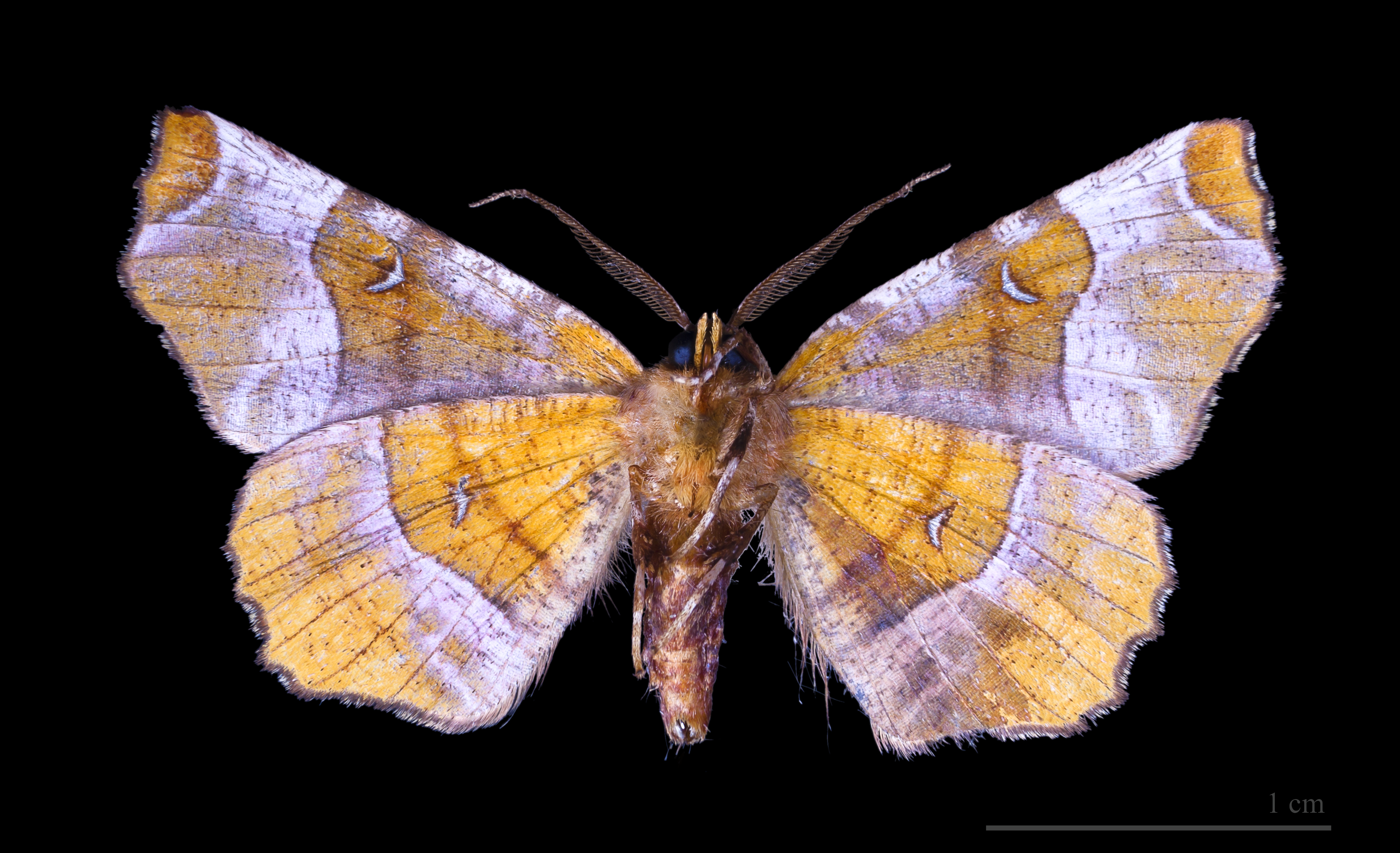
عثة شوكية أرجوانية species from Ennominae

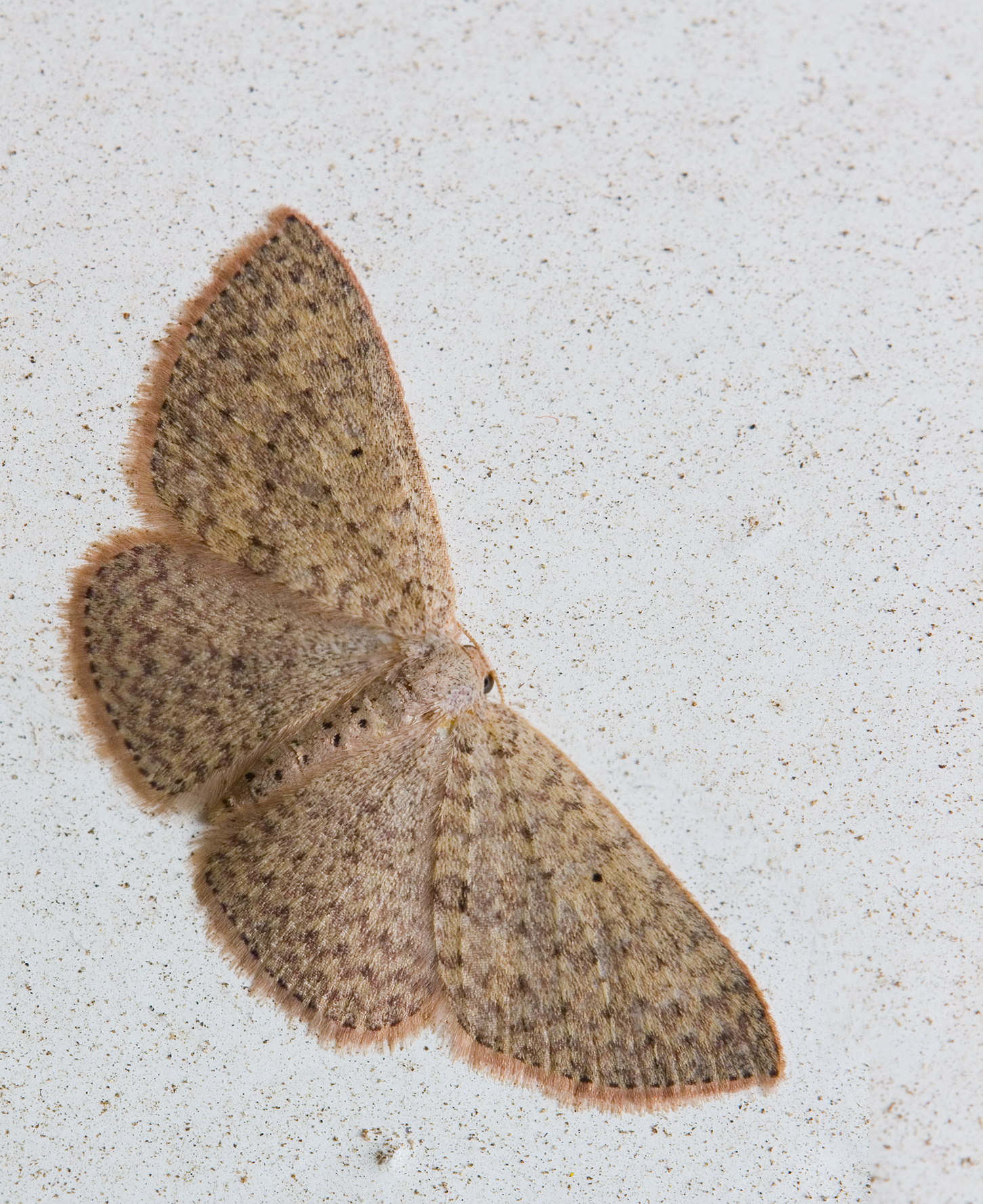
Scopula sp.

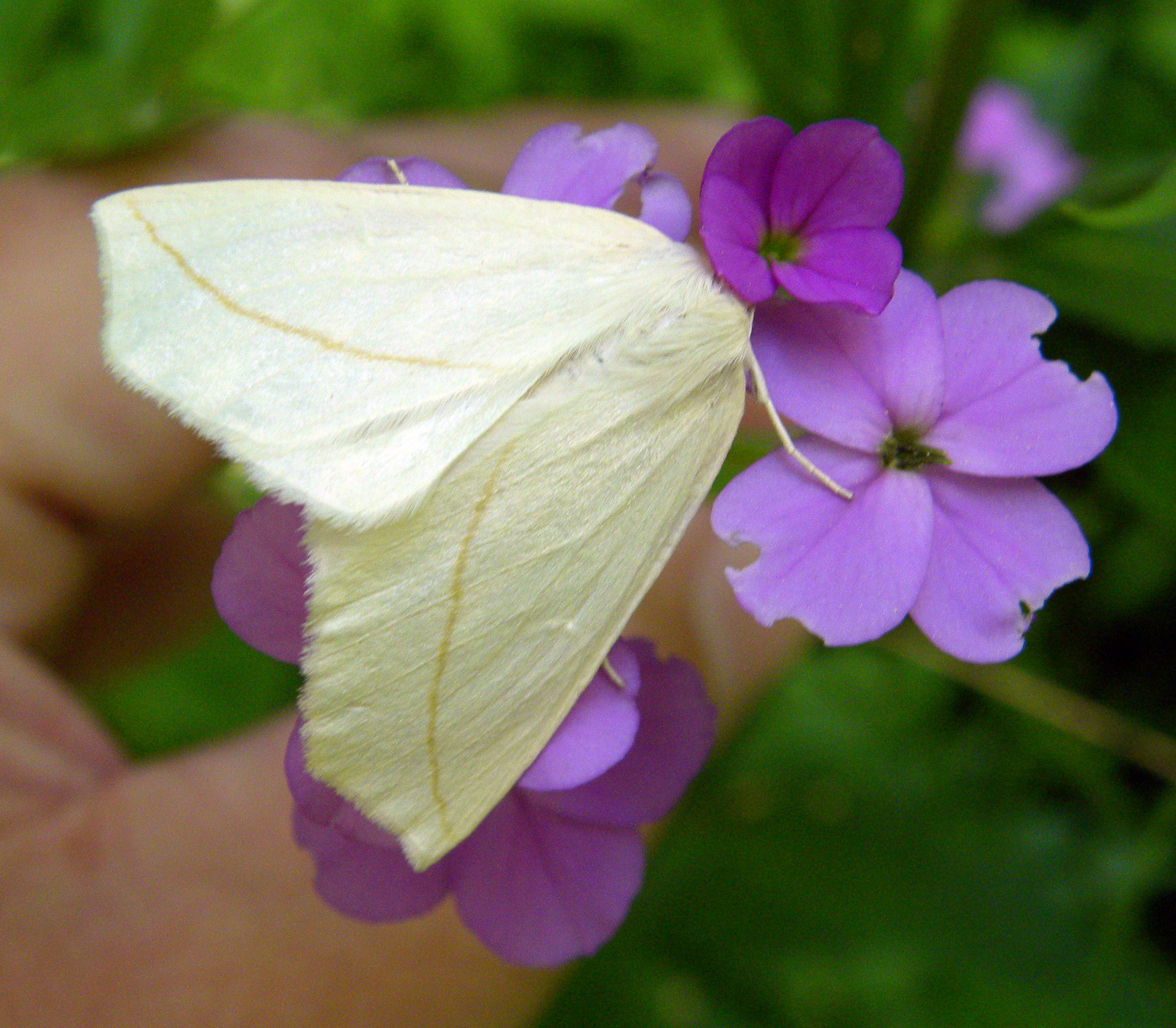
Tetracis cachexiata (Ohio)

الأُرفيّة أو الذارعَات أو فصيلة جيومتريدي(الاسم العلمي: Geometridae) هي فصيلة من الحشرات تتبع رتبة حرشفيات الأجنحة من طائفة الحشرات. (هي مُشتقة من الكلمة اليونانية geo (γη or γαια 'the earth) وكلمة metron (μέτρων 'measure')) يشار إلى اليرقات، بالديدان القياسة والتي من الواضح أنها «تقيس الأرض» حيث إنها تتحرَّك بطريقة أقرب إلى الطيران) وهي عائلة تندرج ضمن رُتبة قشريات الجناح (Lepidoptera). وهي تُعتبر من العائلات الكبيرة، فهي تضم حوالي 35,000 نوعًا من العثث المرسومة وأكثر من 1,400 نوع من الأصناف الطبيعية الموجودة في أمريكا الشمالية. وأحد تلك الأنواع المعروفة هو العث المفلفل (Peppered Moth)،  (Biston betularia)، والذي قد أصبح موضوعًا هامًا في العديد من الدراسات الخاصة بـعلم الوراثة التجمعي. هناك بعض الأنواع الأخرى من العُثث الهندسية المعروفة برداءة سُمعتها لكونها من الآفات.

## الحشرات البالغة
يمتلك عدد كبير من العُثث الهندسية بطونا نحيفة وأجنحةً عريضة والتي ما تكون عادةً مسطحَّة مما تساعد على رؤية الأجنحة الخلفية. ولذلك فهي تظهر بالأحرى على أنها أشبه بالفراشات لكن في معظم الأحيان تُعتبر عُثة نموذجية: والأغلبية تطير في الليل، كما أن لديه لجام يقوم بربط الأجنحة ببعضها البعض باللاضافة إلى أن قرون الاستشعار عند الذكور غالبًا ما تكون مغطاة بالشعر. وغالبًا ما تميل تلك الحشرات إلى الاندماج في البيئة المحيطة بها، عن طريق أشكال معقدَّة ومتموِّجة مرسومة على أجنحتها. وفي بعض الأنواع، تمتلك أنثى تلك الحشرات أجنحة مصَّغرة (على سبيل المثال: عُثة الشتاء (winter moth) و (fall cankerworm).
معظم تلك الحشرات تكون متوسطة الحجم، تقريبًا 3 سنتيمتر (1.2 بوصة) بحجم باع الجناح، لكن بعض الأحجام تكون بين 10–50 مـم (0.39–1.97 بوصة)، في حين أن بعض الأنواع (مثل، Dysphania) تكون كبيرة الحجم. ولديها أيضًا زوج مميز من الأعضاء المنتفخة موجودة أسفل البطن (تفتقر إليها الأنثى العاجزة عن الطيران).

## اليساريع

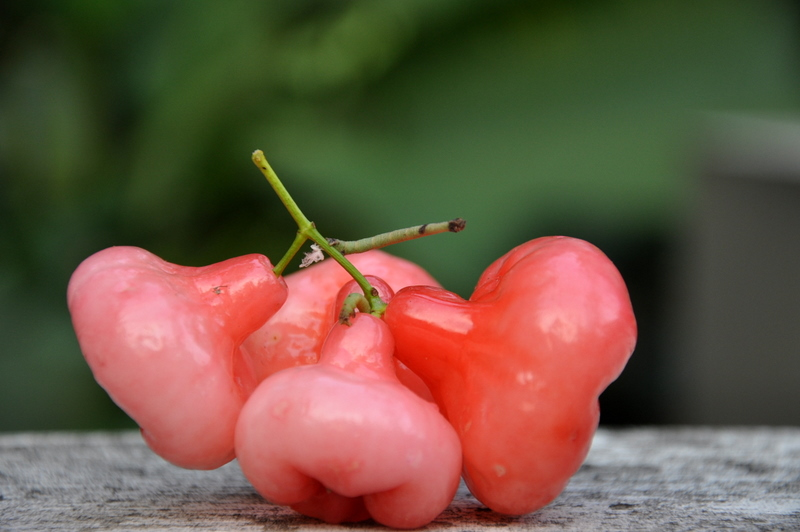
يسروع هندسي مموه كجناح مكسور

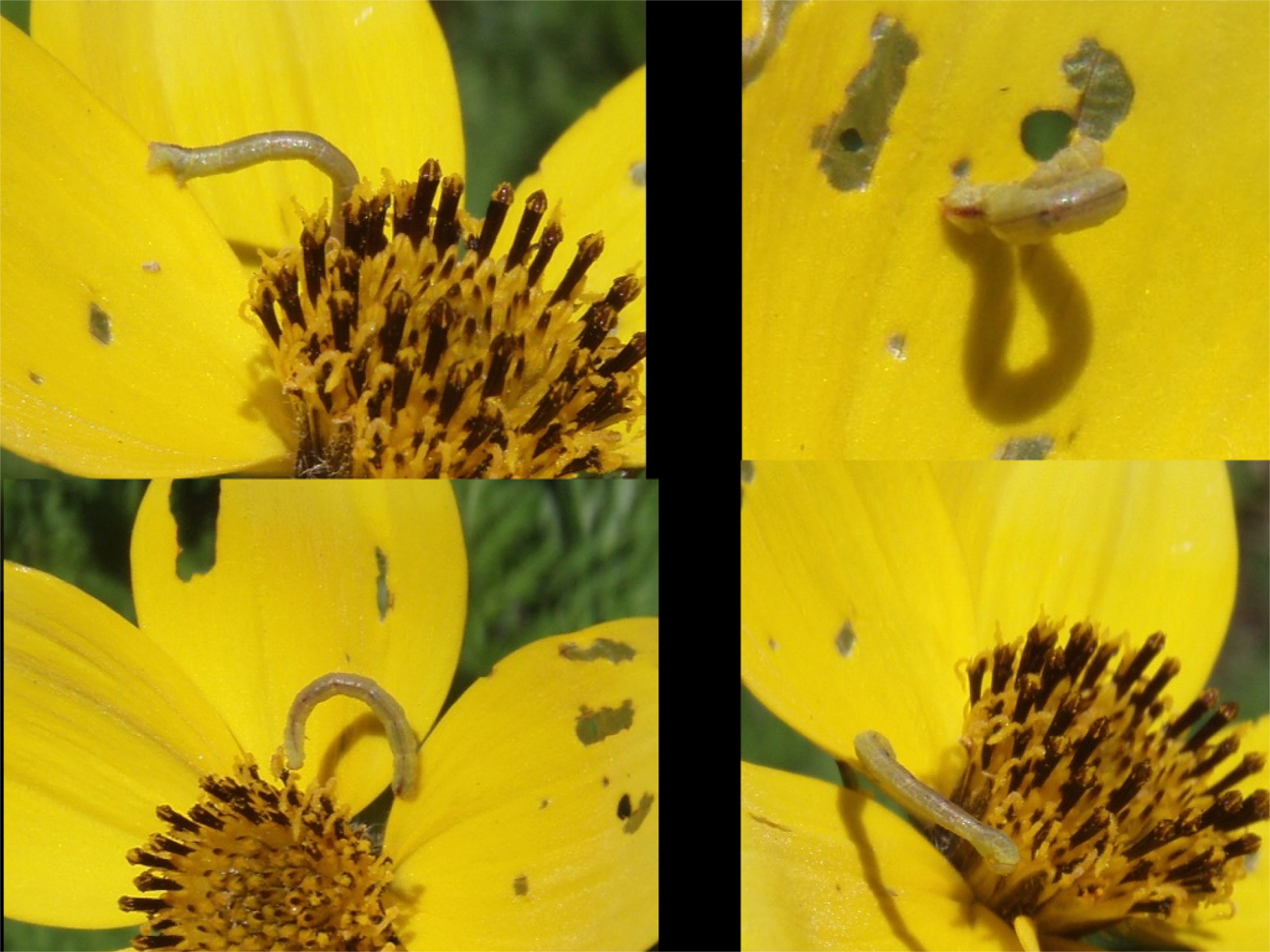
تنقل اليسروع

يرجِع أصل كلمة "Geometridae" إلى الكلمة اللاتينية geometra وأيضًا اليونانية γεωμέτρης وتعني بالإنجليزية ("geometer، earth-measurer"). ويُشير هذا الاسم إلى طريقة تنقُّل تلك اليرقات أو اليساريع، التي تفتقر إلى الأرجل الأمامية والتي تمتلكها اليساريع القشريَّة الأخرى وتوجد في المنطقة الوسطى من الجسم، حيث يتصَّل بالجسم زوجان أو ثلاثة فقط في نهاية كل طرف. وحيث إن تلك اليساريع مزوَّدة بذيول في كل طرفيّ الجسم، يقوم اليُسروع بالتمسٌّك بالأرجل الأمامية وسحب الطرف الخلفي، ثُمَّ التمسك بالطرف الخلفي (طلائع الأرجل (بالإنجليزية: prolegs)‏) محاولاً الوصول إلى رابط أمامي جديد - فيخلق بذلك انطباعًا بأنه يقيس مسافة رحلته. ولذلك أُطلِق عليها اسم loopers، spanworms، أو ديدان قياسة (بالإنجليزية: inchworms)‏ بسبب طريقة مشيتهم المميَّزة. لا تندرج يرقة الوبير الملفوف (cabbage looper) ضمن تصنيف (الديدان القياسة)، ولكنها تنتمي إلى عائلة مختلفة من اليساريع. وفي أنواع كثيرة من العُثث الهندسية، يبلغ طول الديدان القياسة حوالي 25 مـم (1.0 بوصة). وتميل تلك اليساريع إلى اللون الأخضر، الرماديّ، أو البني كما أنها تختبئ من فرائسها عن طريق تغيير لونها ليندمج مع البيئة المحيطة بها أو تأخذ شكل الأغصان الصغيرة. وكثير من الديدان القياسة، عندما تشعر بالقلق، تقف على أرجلها الأمامية منتصبة وبلا حِراك، لتزيد من عملية التمويه. ويمتلك البعض أحدابًا أو خيوطًا رفيعة. نادرًا ما تكون اليساريع كثيفة الشعر أو تعيش في مجموعات وهي عمومًا ليست مغطاة بالشعر. وعادةً ما يأكلون أوراق الأشجار. ومع ذلك، فالبعض يتغذُّون على نبات الأُشنَة أو الأزهار أو حبوب اللقاح. في حين أن بعض الأنواع، مثل فصيلة الهوايي موجودة في جزيرة هاواي جنس أوبثكية، تُعتبر يرقات آكلة للحوم. وبعض الأنواع المعيَّنة من يرقات الديدان القياسة المُميتة يُطلق عليها اسم (cankerworms).

## علم التصنيف
إن تصنيف الأنواع التي ذُكرت بالأمثلة السابقة يتبع معالجة تصنيفية تمَّت عام 1990؛ ولذلك يُمكن أن تكون قديمة ولم يتم تحديثها. فقد صُنِّفت العائلات بشكل مؤقت في تسلسل عرقي، بداية من الأنواع الأساسية وصولًا إلى الأنواع الأكثر تطورًا. وعلى نحوٍ تقليدي، فإن فصيلة أركيرينيا (Archiearinae) يُعتقد بأنها أقدم أسلاف العُثث الهندسية، حيث إن اليساريع المنتمية إلى تلك الفصيلة لديها أرجل أمامية متطورة جدًا. ومع ذلك، فقد تبيَّن في وقتنا الحاضر أن فصيلة لارنتاوات هي الأقدم، والدليل على ذلك العديد من صفات أسلافهم التي عادت من جديد بالإضافة إلى توفُّر معلومات عن سلاسل الحمض النووي (DNA sequence). فهي إمَّا أن تكون سلف أساسي للغاية لعائلة جيوميتريدا - بالإضافة إلى فصيلة Sterrhinae-؛ أو يُمكن اعتبارهم عائلة مختلفة تابعة لفصيلة أرفينات. وفيما يتعلق بعائلة أركيرينيا، بعض الأنواع التي صُنِّفت بشكل تقليدي ضمن تلك العائلة تبدو أنها تنتمي إلى فصائل أخرى؛ وإجمالًا يظهر في بعض الحالات، أن الأرجل الأمامية فيها والتي فُقِدت أصلًا في أسلاف العُثث الهندسية قد-تطورت مرة أخرى إلى التأسل الرجعي ((atavism)).
- اللارنتاوات - تحتوي على ما يقارب 5,800 نوع، ويندرج تحتها عث الصلصال، على الأغلب موجودة في المناطق المعتدلة. يُمكن أن تكون عائلة استثنائية.[5][6]
  - الأوبثكياوية
    - الأوبثكية

فصيلة ستيرنهي (Sterrhinae) - تحتوي على ما يقرب من 2,800 نوع، معظمها في المناطق الاستوائية. ويُمكن أن تنتمي إلى نفس العائلة مثل فصيلة لارنيتين.
- Birch Mocha, Cyclophora albipunctata
- False Mocha، Cyclophora porata
- Maiden's Blush، Cyclophora punctaria
- Riband Wave، Idaea aversata
- Small Fan-footed Wave، Idaea biselata
- Single-dotted Wave، Idaea dimidiata
- Small Scallop، Idaea emarginata
- Idaea filicata
- Dwarf Cream Wave، Idaea fuscovenosa
- Rusty Wave، Idaea inquinata
- Purple-bordered Gold، Idaea muricata
- Bright Wave، Idaea ochrata
- Least Carpet، Idaea rusticata
- Small Dusty Wave، Idaea seriata
- Purple-barred Yellow، Lythria cruentaria (formerly in Larentiinae)
- Vestal، Rhodometra sacraria
- Common Pink-barred، Rhodostrophia vibicaria
- Middle Lace Border، Scopula decorata
- Cream Wave، Scopula floslactata
- Small Blood-vein، Scopula imitaria
- Lewes Wave، Scopula immorata
- Lesser Cream Wave، Scopula immutata
- Mullein Wave، Scopula marginepunctata
- Zachera Moth، Semiothisa zachera
- Blood-vein، Timandra comae
- Eastern Blood-vein، Timandra griseata

فصيلة Desmobathrinae - موزَّعة على خط طول المناطق الاستوائية وعرضها
فصيلة Geometrinae – emerald moths، تضم حوالي 2,300 نوع معروف، معظمها في المناطق الاستوائية
Archiearinae نوعًا؛ موجودة في منطقة (Holarctic)، جنوب جبال الأنديز وولاية تسمانيا، على الرغم من أن النوع الأخير قد ينتمي أحيانًا إلى فصيلة (Ennominae). واليرقات تمتلك كل الأرجل الأمامية لولا أن معظمها مُصغَّرة.
- Infant، Archiearis infans (Möschler، 1862)
- Scarce Infant، Leucobrephos brephoides (Walker، 1857)

فصيلة Oenochrominae - في بعض الأحيان تندرج تحت صنف «سلة المهملات(wastebin taxon)» وهي الأجناس التي يَصعُب تصنيفها في المجموعات الأخرى.
فصيلة Alsophilinae - بعض الأجناس، يرقات بالغة تعيش على الأشجار. قد تنتمي إلى فصيلة (Ennominae)، قبيلة Boarmiini.
- March Moth، Alsophila aescularia
- Fall Cankerworm، دودة الخريف الأكولة  [لغات أخرى]‏

فصيلة Ennominae - تضم حوالي 9,700 نوع، بما في ذلك بعض الحشرات المؤذية البالغة؛ منتشرة في جميع أنحاء الكرة الأرضية.
الأجناس التي تنتمي إلى فصيلة (Geometridae) الصنف غير المحدد تضم:
- Dichromodes
- Nearcha

حفريات (Geometridae taxa) تضم:

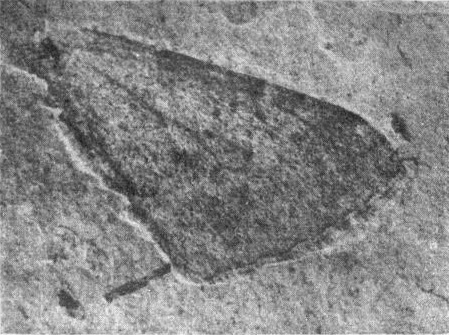
Hydriomena? protrita holotype fore-wing

- †Hydriomena? protrita Cockerell، 1922 (البريابوني، Florissant Formation، Colorado)[7]

## الثقافة العامة
هناك أغنية شائعة بين الأطفال تُسمى Inchworm قام بغنائها داني كاي عام 1952 في فيلم Hans Christian Andersen.

## كتابات أخرى
- Hausmann, A. (2001): The geometrid moths of Europe. Apollo Books.
- Minet, J. & Scoble, M. J. (1999): The Drepanoid / Geometroid Assemblage. In: N. P. Kristensen (ed.): Handbuch der Zoologie. Eine Naturgeschichte der Stämme des Tierreiches / Handbook of Zoology. A Natural History of the phyla of the Animal Kingdom (Vol. 4: Arthropoda: Insecta. Part 35: Lepidoptera, Moths and Butterflies vol. 1: Evolution, Systematics, and Biogeography): Chapter 17. Walter de Gruyter, Berlin & New York.
- Scoble, M. J. (ed.) (1999): Geometrid Moths of the World: A Catalogue. CSIRO Publishing. ISBN 0-643-06304-8

## وصلات خارجية
- Family Geometridae at Lepidoptera.pro
- Anacamptodes pergracilis, cypress looper on the جامعة فلوريدا / Institute of Food and Agricultural Sciences Featured Creatures website
- Geometridae species in Portugal
- European Geometridae